# Джон Уиндъм
Джон Уиндъм (на английски: John Wyndham) е британски писател на научна фантастика.

## Биография
Роден е в Бирмингам, Великобритания, и не получава висше образование. Джон Уиндъм и Лукас Паркъс са имена, които той използва за краткост. Цялото му име е Джон Уиндъм Паркъс Лукас Бейнън Харис (на английски: John Wyndham Parkes Lucas Beynon Harris). В началото на живота си той се занимава с различни дейности, за да си изкарва прехраната.
Първите му разкази са публикувани в средата на 1920-те години в обикновени списания, а не такива с научнофантастична насоченост. Разказите, които той пише през следващите години, са предназначени предимно за читатели в Америка.[ неясно? ] Произведенията му са представители на различни жанрове, включително научна фантастика и детективски романи. По време на Втората световна война Джон Уиндъм работи най-вече в армията, където продължава да се занимава с писане. Първият му роман излиза през 1935 г., но истинска популярност печели с романа „Денят на трифидите“, който излиза през 1951 г. Романите, които той пише след това, също се радват на много почитатели в средите на читателите на научна фантастика. Някои от неговите романи са филмирани.
Джон Уиндъм умира през март 1969 г.

### Романи
- Chocky (Чоки)
- Out of the Deeps
- Planet Plane
- Re-Birth
- The Chrysalids (Какавидите)
- The Day of the Triffids (Денят на трифидите)
- The Kraken Wakes (Пробуждането на Кракън)
- The Midwich Cuckoos (Кукувиците от Мидуич)
- The Secret People
- Trouble with Lichen (Неприятности с лишея)
- Web (Паяжина)